# فهرست جمعیت‌های دینی

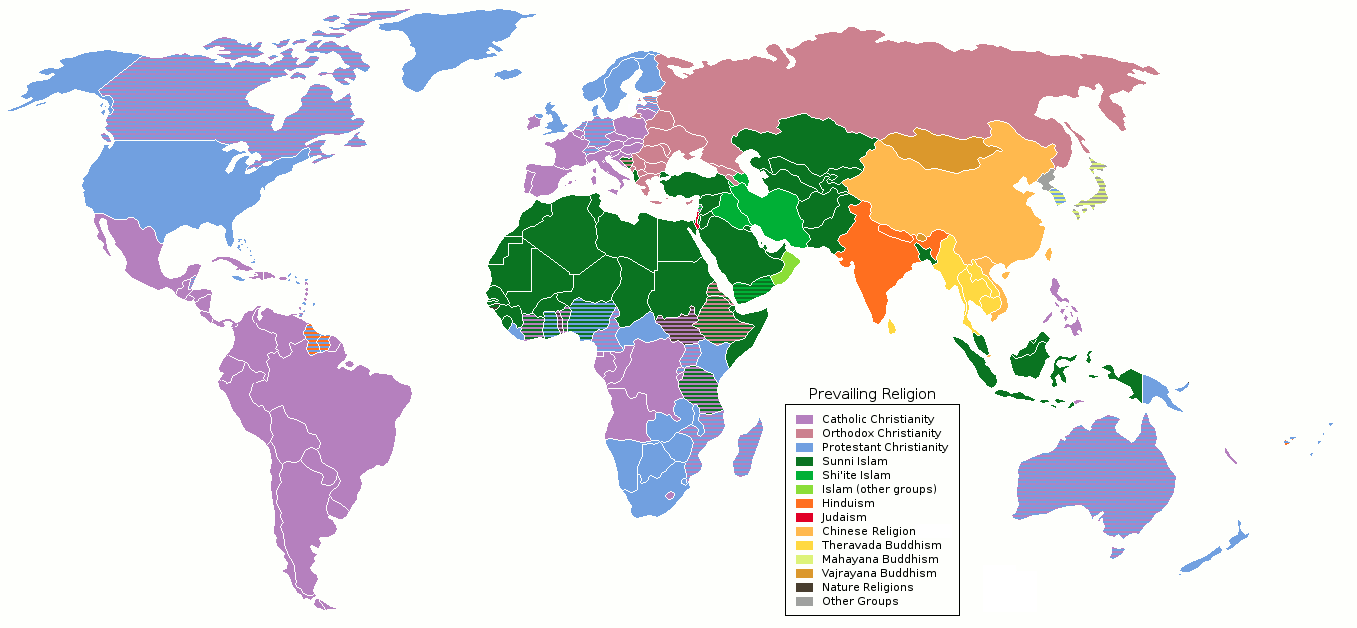
نقشه جغرافیای ادیان

فهرست جمعیت‌های دینی بر اساس منابع گوناگون، آمارهای متفاوتی را نشان می‌دهند. بر اساس برآورد ها در سال ۲۰۲۲ جمعیت کرهٔ زمین حدود هشت میلیارد نفر برآورد شد. 
طبق این آمار، مسیحیان با ۳۰ درصد جمعیت دنیا را تشکیل می‌دهند، که خود این دین به گروه‌های: کاتولیک رومی با ۱۷ درصد، پروتستان ۸ درصد، و همچنین ارتدکس با چهار و انگلیکان ۱ درصد را تشکیل میدهند.
مسلمانان با ۲۵ درصد، هندوئیست ۱۵ درصد، بودیست ۶ درصد، سیک ۰٫۳ درصد، یهودی ۰٫۱۸ درصد، و بهایی با ۰٫۰۷ درصد جمعیت را و ادیان دیگر ۱۰ درصد را تشکیل می‌دهند. ۱۵ درصد جمعیت جهان بی‌دین برآورد می‌شود . البته هر کدام از گروه ها خود به بخش هایی جزیی تر تقسیم می شود مانند مسلمانان که به شیعه، سنی و... تقسیم می‌شود.

## برآوردهای پیروان
| اندازه گروه‌های بزرگ دینی، ۲۰۲۰ | اندازه گروه‌های بزرگ دینی، ۲۰۲۰ | اندازه گروه‌های بزرگ دینی، ۲۰۲۰ | اندازه گروه‌های بزرگ دینی، ۲۰۲۰ | اندازه گروه‌های بزرگ دینی، ۲۰۲۰ |
| ------------------------------ | ------------------------------ | ------------------------------ | ------------------------------ | ------------------------------ |
| دین                            | دین                            |                                | درصد                           | درصد                           |
| مسیحیت                         | مسیحیت                         |                                | ۳۱٫۱۱٪                         | ۳۱٫۱۱٪                         |
| اسلام                          | اسلام                          |                                | ۲۴٫۹٪                          | ۲۴٫۹٪                          |
| بی‌دین                          | بی‌دین                          |                                | ۱۵٫۵۸٪                         | ۱۵٫۵۸٪                         |
| هندوئیسم                       | هندوئیسم                       |                                | ۱۵٫۱۶٪                         | ۱۵٫۱۶٪                         |
| بودائیسم                       | بودائیسم                       |                                | ۶٫۶۲٪                          | ۶٫۶۲٪                          |
| محلی                           | محلی                           |                                | ۵٫۶۱٪                          | ۵٫۶۱٪                          |
| دیگر                           | دیگر                           |                                | ۰٫۷۹٪                          | ۰٫۷۹٪                          |

به گفته worldpopulationreview.com؛ «اندازه‌ها برآوردهای حدودی و غیرقطعی هستند، و عمدتاً برای ترتیب گروه‌ها در اینجا آمده‌اند.»
| دین                                 | پیروان       | درصد   |
| ----------------------------------- | ------------ | ------ |
| مسیحیت                              | ۲٫۳۸ میلیارد | 31.11% |
| اسلام                               | ۱٫۹۱ میلیارد | 24.9%  |
| سکولاریته/بی‌دین*/ندانم‌گرایی/بی‌خدایی | ۱٫۱۹ میلیارد | 15.58% |
| هندوئیسم                            | ۱٫۱۶ میلیارد | 15.16% |
| بوداگرایی                           | ۵۰۶ میلیون   |        |
| ادیان سنتی چینی                     | ۳۹۴ میلیون   |        |
| ادیان قوم‌باور                       | ۳۰۰ میلیون   |        |
| ادیان سنتی آفریقایی                 | ۱۰۰ میلیون   |        |
| سیک (دین)                           | ۲۶ میلیون    |        |
| روح‌گرایی                            | ۱۵ میلیون    |        |
| یهودیت                              | ۱۴٫۷ میلیون  |        |
| بهائیت                              | ۸ میلیون     |        |
| جین (دین)                           | ۴٫۲ میلیون   |        |
| شینتو                               | ۴ میلیون     |        |
| کائو دای                            | ۴ میلیون     |        |
| مزدیسنا                             | ۲٫۶ میلیون   |        |
| تنریکیو                             | ۲ میلیون     |        |
| آنیمیسم                             | ۱٫۹ میلیون   |        |
| نئوپاگانیسم                         | ۱ میلیون     |        |
| جهان‌گرایی توحیدگرا                  | ۰٫۸ میلیون   |        |
| راستافاری                           | ۰٫۶ میلیون   |        |

## بر پایه نسبت

### مسیحیان
کشورها با بیشترین نسبت مسیحیت از مسیحیت بر پایه کشور (تا تاریخ ۲۰۰۷):

مسیحیت – درصد بر پایه کشور

1. واتیکان ۱۰۰٪ (۱۰۰٪ کاتولیک رومی)
2. ایالات فدرال میکرونزی ~۹۶٪[۵]
3. ساموآ ~۱۰۰٪[۶]
4. پاناما ~ ۹۹٪[۷]
5. رومانی 99.5%[۸]
6. تیمور شرقی 94.2%[۹][۱۰] (۹۰٪ کاتولیک رومی)
7. ارمنستان 98.7%[۱۱] (رسالتی ارمنی ۹۴٫۷٪, مسیحیان دیگر۴٪)
8. بولیوی 98.3%[۱۲][۱۳] (۹۵٪ کاتولیک رومی)
9. ونزوئلا 98.2%[۱۴] (اکثراً کاتولیک رومی)
10. مالت 98.1%[۱۵] (اکثراً کاتولیک رومی)
11. جزایر مارشال 97.2%[۱۶]
12. پرو 97.1%[۱۷]
13. پاراگوئه 96.9%[۱۸] (اکثراً کاتولیک رومی)
14. پاپوآ گینه نو 96.4%[۱۹]
15. کیریباتی 96%[۲۰]
16. آنگولا 95%[۲۱]
17. باربادوس 95.1%[۲۲]
18. قبرس 95.3%[۲۳](اکثراً ارتدکس یونانی)
19. مکزیک 94.5%[۲۴] (اکثراً کاتولیک رومی)
20. کلمبیا ۹۴. %[۲۵] (اکثراً کاتولیک رومی)
21. گواتمالا 90.2%[۲۶][۲۷] (۵۰–۶۰٪ کاتولیک رومی و ~۳۰٪ پروتستان، ۰–۱۰٪ غیرمسیحی)

### مسلمانان
کشورها با بیشترین نسبت مسلمان از فهرست کشورها بر پایه جمعیت مسلمان (تا تاریخ ۲۰۰۸) (کارگران خارجی حساب نشده‌اند):

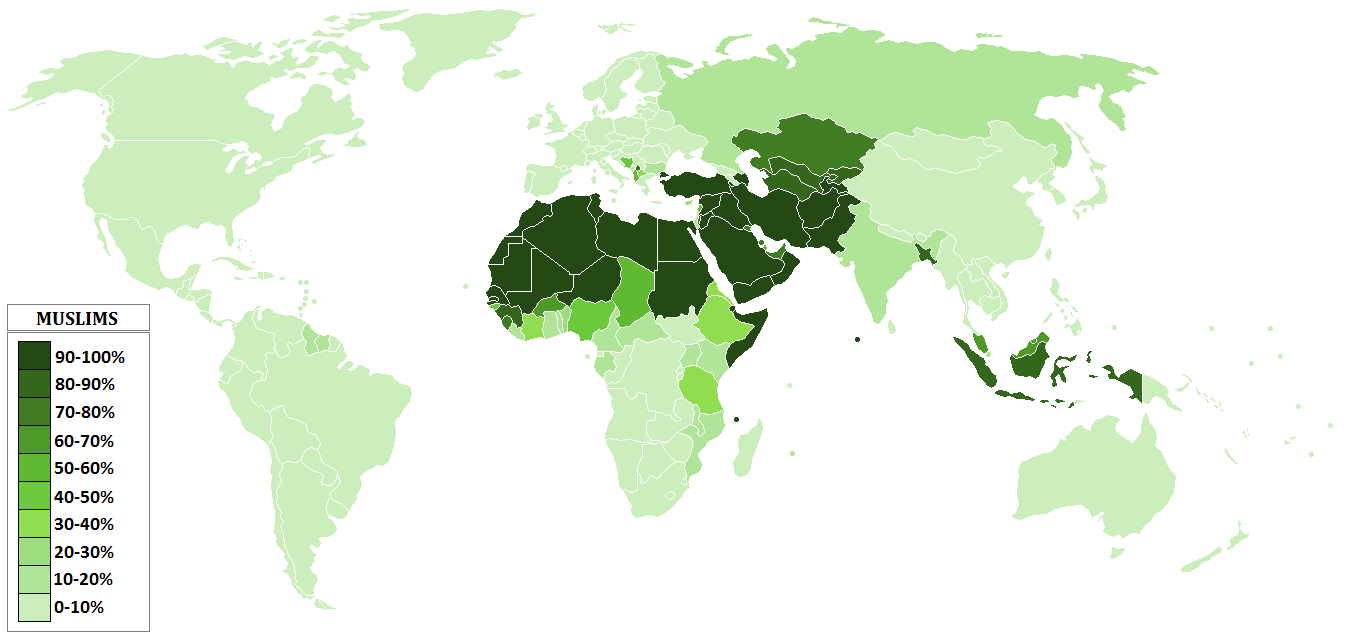
فهرست کشورها بر پایه جمعیت مسلمان

1. عربستان سعودی ۱۰۰٪ (۸۵–۹۰٪ سنی، ۱۰–۱۵٪ شیعه[۲۸])
2. سومالی ۱۰۰٪ (سنی)
3. افغانستان ۹۵٪ (۷۵٪ سنی، ۲۰٪ شیعه، ۲٪ سیک، ۳٪ زرتشتی).
4. بنگلادش ۹۰٪ (۹۰٪ سنی، ۱۰٪ دیگر)
5. یمن ۹۹٫۹٪ (۶۵–۷۰٪ سنی، ۳۰–۳۵٪ شیعه)
6. موریتانی ۹۹٫۹٪ (اکثراً سنی)
7. مالدیو ۱۰۰٪ (اکثراً سنی)
8. عمان ۱۰۰٪ (۷۵٪ اباضیه، ۲۵٪ سنی)[۲۹]
9. جیبوتی ۹۹٪ (اکثراً سنی)[۳۰]
10. قطر ۹۴٪ (اکثراً سنی)
11. بحرین ۹۸٪ (۵۸٪ شیعه، ۴۲٪ سنی)[۳۱][۳۲]
12. کومور ۹۸٪ (اکثراً سنی)[۳۳]
13. مراکش ۹۵٫۴٪ (اکثراً سنی)
14. تونس ۹۸٪ (اکثراً سنی)
15. الجزایر ۹۹٪ (اکثراً سنی)
16. ترکیه ۹۵٫۲۵٪ (۸۳٪ سنی، ۱۵٪ شیعه)
17. نیجر ۹۵٪ (۹۵٪ سنی)[۳۴]
18. پاکستان ۹۶٫۸٪[۳۵] (۷۵–۸۰٪ سنی، ۲۰–۲۵٪ شیعه)[۳۶]
19. عراق ۹۷٪ (۶۰–۶۵٪ شیعه، ۳۳–۴۰٪ سنی)
20. لیبی ۱۰۰٪ (سنی)
21. مصر ۹۴٫۷٪ (سنی)

### هندوها
کشورها با بیشترین نسبت هندوئیسم از هندوئیسم بر پایه کشور (تا تاریخ ۲۰۱۰):

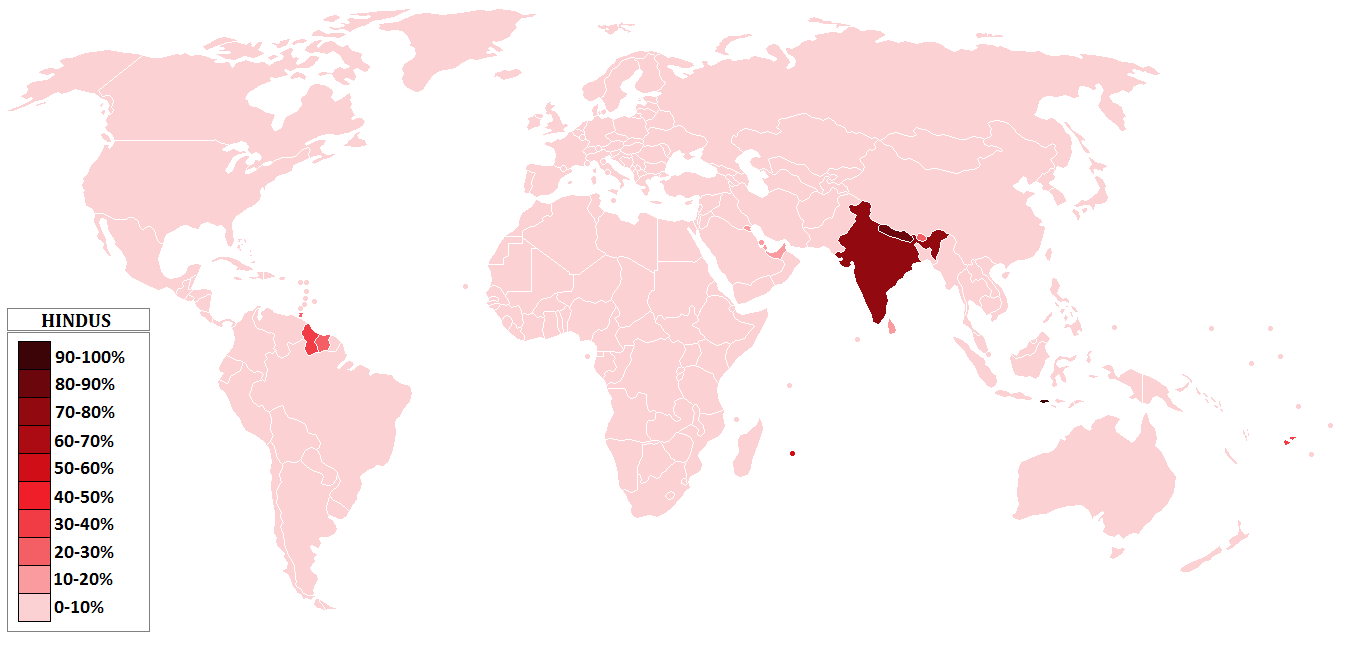
هندوئیسم – درصد بر پایه کشور

1. نپال 81%[۳۷]
2. هند 80.5%[۳۸]
3. موریس 54%[۳۹]
4. فیجی 33.7%[۴۰]
5. گویان 28%[۴۱]
6. بوتان (کشور) 25%[۴۲]
7. سورینام 20%[۴۳]
8. ترینیداد و توباگو 18.2%[۴۴]
9. امارات متحده عربی 15%[۴۵]
10. سری‌لانکا 12.6%[۴۶]
11. کویت 12%[۴۷]
12. بنگلادش 9.2%[۴۸]
13. مالزی 7.1%[۴۹]
14. رئونیون 6.7%[۵۰]
15. سنگاپور ۵٫۱٪
16. پاکستان 3.3%[۵۱]
17. عمان 3%[۵۲]
18. سیشل 2.1%[۵۳]
19. اندونزی 2%[۵۴][۵۵][۵۶]

### بودیست‌ها
کشورهایی با بیشترین جمعیت بوداگرایی (ادیان بومی) جغرافیای آیین بودا (تا تاریخ ۲۰۱۰):

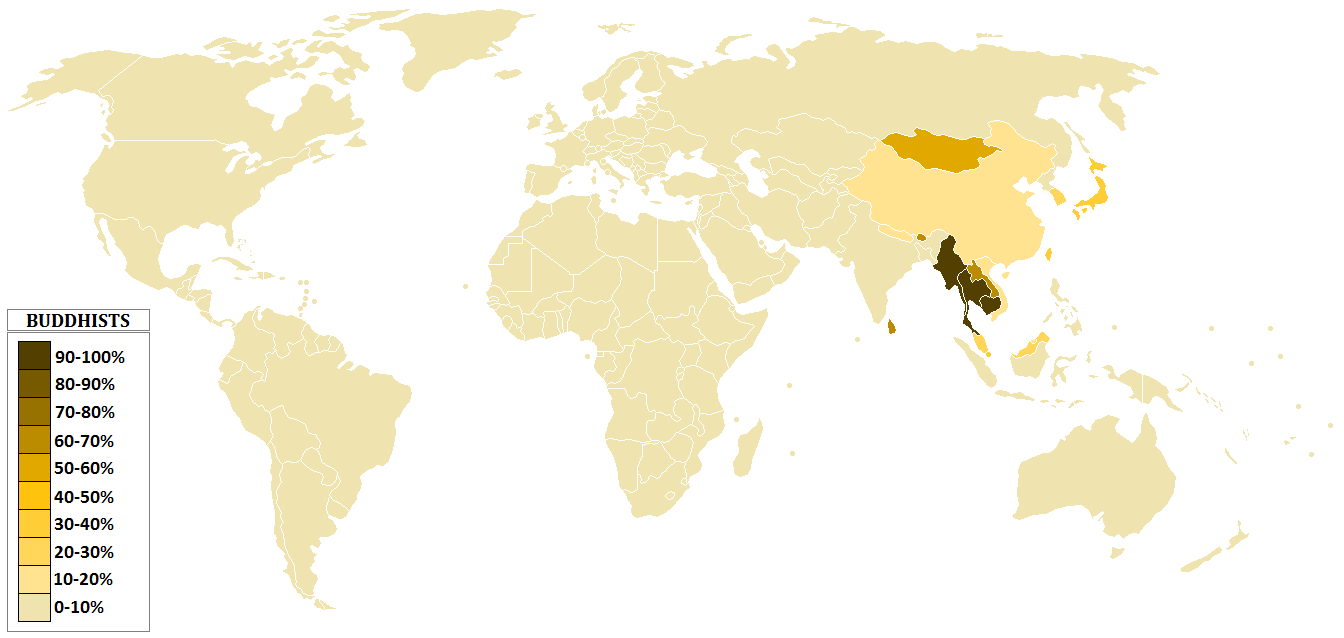
جغرافیای آیین بودا

1. لائوس 67%–98%[۵۷][۵۸][نیازمند بازبینی منبع] (67% Theravada with 31% traditional animist.)
2. کامبوج 96.4%[۵۹] (Theravada, مسلمان۳٪, مسیحی و دیگران۲٪)
3. ژاپن 45%–96%[۶۰][۶۱] (Shinto with Mahayana) (20% to 45% practicing)
4. تایلند 94.6%[۶۲] (Theravada, مسلمان۴٪, مسیحی۰٫۷٪, دیگران۰٫۳٪)
5. تایوان 35.1%–93%[۶۳] (35.1% practicing) ("Triple religion", مسیحی۴٪, دیگران۲٪)
6. ماکائو 92%[۶۴]("Triple religion", مسیحی6%, Atheist or دیگران۳٪)
7. هنگ کنگ Triple religion 90% (10% practising[۶۵])[۶۶] ("Triple religion", مسیحی و others 7%)
8. مغولستان 90%[۶۷] (Tibetan Buddhism, مسلمان۵٪, مسیحی و دیگران۵٪)
9. میانمار 89% (Theravada, مسیحی۴٪, مسلمان4%, Animism or دیگران2%)[۶۸]
10. ویتنام 85% (7.9% practicing[۶۹])("Triple religion", مسیحی7%, Cao Dai ۳٪, دیگران۳٪)
11. چین 50–80%[۷۰][۷۱][۷۲] (8% practicing[۷۳]) (Triple religion, Atheist 10.5%, مسیحی۴٪, مسلمان۱٫۵٪)
12. کره شمالی 4.5%–76%[۷۴][۷۵] (4.5% practicing or legally recognized, 25% with additional background of Korean Shamanism) (Mahayana with Confucianist, officially Atheist/جوچه، مسیحی۲٪)
13. جزیره کریسمس 75% (Triple religion, مسیحی۱۲٪, مسلمان۱۰٪, دیگران۳٪)
14. بوتان (کشور) 66–75%[۴۲] (Lamaistic, هندو۲۵٪)
15. سری‌لانکا 70.19% (Theraveda, هندو۱۲٫۶۱٪, مسلمان۹٫۷۱٪, مسیحی۷٫۴۵٪, دیگران۰٫۰۵٪)
16. کره جنوبی 22.8%–70%[۷۶][۷۷][۷۸] (22.8% practicing)[۷۷] (Mahayana with Confucianist, مسیحی29%, Shamanism, other)
17. سنگاپور 33–65%[۷۹][۸۰] (33% practicing, 44% practicing with Taoism) ("Triple religion", مسیحی18%, Islam 14.7%, others)
18. مالزی 23% (مسلمان60.3%, "Triple religion", مسیحی۹٪, هندو۶٪, دیگران۱٫۷٪)
19. برونئی 15% (مسلمان67%, "Triple religion", مسیحی۱۰٪, دیگران۸٪)
20. نپال 11.4% (هندو80.6%, Tibetian Buddhist, مسلمان۴٪, دیگران۴٪)

### بومی
مطالب زیر از دپارتمان دولتی گزارش آزادی مذهبی جهانی ۲۰۰۹ اخذ شده. ,  به خاطر ماهیت این ادیان، ارقام ممکن است تعداد دقیق پیروان ادیان مختلف را نشان ندهد.
1. بولیوی 55%[۸۱]
2. لائوس 55%[۸۲]
3. هائیتی 50%[۸۳]
4. گینه بیسائو ۵۰٪
5. کامرون ۴۰٪
6. توگو 33%[۸۴]
7. ساحل عاج ۲۵٪
8. سودان 25%[۸۵]
9. بنین ۲۳٪
10. بوروندی ۲۰٪
11. فیلیپین 16%[۸۶]
12. بورکینافاسو ۱۵٪
13. نیوزیلند 15%[۸۷]
14. آفریقای جنوبی 15%[۸۸]
15. جمهوری دموکراتیک کنگو ۱۲٪
16. جمهوری آفریقای مرکزی ۱۰٪
17. گابن ۱۰٪
18. لسوتو ۱۰٪
19. نیجریه ۱۰٪
20. سیرالئون 10%[۸۹]
21. اندونزی 9%[۹۰]
22. کنیا ۹٪
23. پالائو 9%[۹۱]
24. غنا ۸٫۵٪
25. گینه ۵٪

### یهودیت

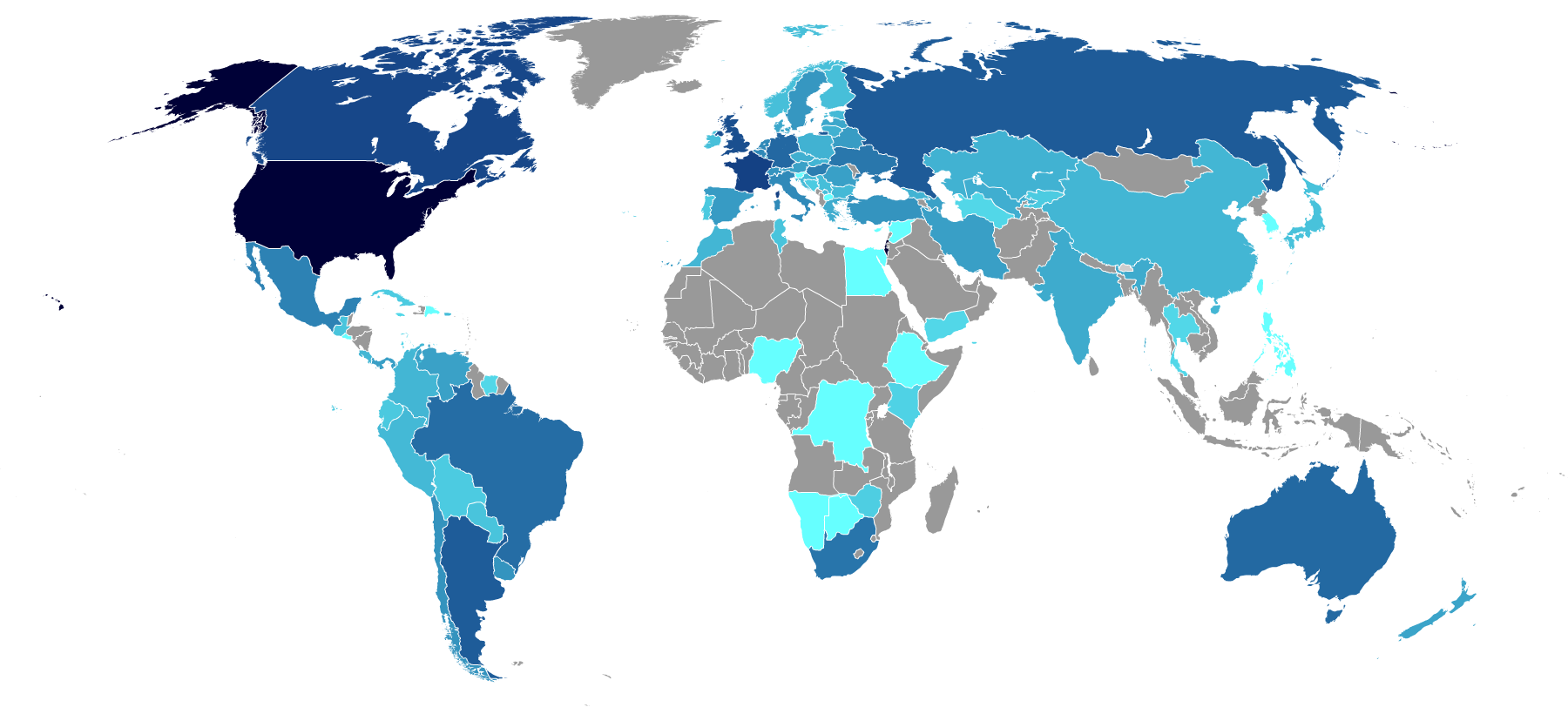
جمعیت یهودیان برپایه کشور سال ۲۰۱۳

کشورهایی با بیشترین جمعیت یهودیت (تا تاریخ ۲۰۰۷):
1. اسرائیل ۷۷٫۶٪
2. موناکو ۳٪
3. ایالات متحده آمریکا ۲٫۸٪
4. جبل طارق ۲٫۱٪
5. جزایر کیمن [نیازمند منبع]
6. فرانسه ۲٪
7. آنتیل هلند^ ۱٫۳٪
8. کانادا ۱٫۱٪
9. فیلیپین ۱٫۱٪
10. بلاروس ۱٪
11. مراکش ۱٪
12. آرژانتین ۰٫۸٪
13. مجارستان ۰٫۸٪
14. اروگوئه ۰٫۷۵٪
15. روسیه ۰٫۶٪
16. استرالیا ۰٫۵٪
17. هلند ۰٫۳٪
18. آلمان ۰٫۳٪
19. گرجستان ۰٫۲۵٪

### بهائیت
کشورهایی با بیشترین جمعیت بهائیت (تا تاریخ ۲۰۰۰):
1. نائورو ۹٫۲۲٪
2. تونگا ۶٫۰۹٪
3. تووالو ۵٫۸۶٪
4. کیریباتی ۴٫۷۰٪
5. توکلائو ۴٫۳۳٪
6. جزایر کوکوس ۳٫۷۲٪
7. بولیوی ۳٫۲۵٪
8. جزایر فالکلند ۲٫۹۸٪
9. وانواتو ۲٫۷۸٪
10. بلیز ۲٫۷۳٪
11. ساموآ ۲٫۳۷٪
12. گویان ۲٫۰۹٪
13. سائوتومه و پرنسیپ ۱٫۸۸٪
14. موریس ۱٫۸۴٪
15. زامبیا ۱٫۷۰٪
16. دومینیکا ۱٫۶۱٪
17. ایالات فدرال میکرونزی ۱٫۶۱٪
18. نیووی ۱٫۵۳٪
19. جزایر مارشال 1.50%

### بی‌دین و بی‌خدا

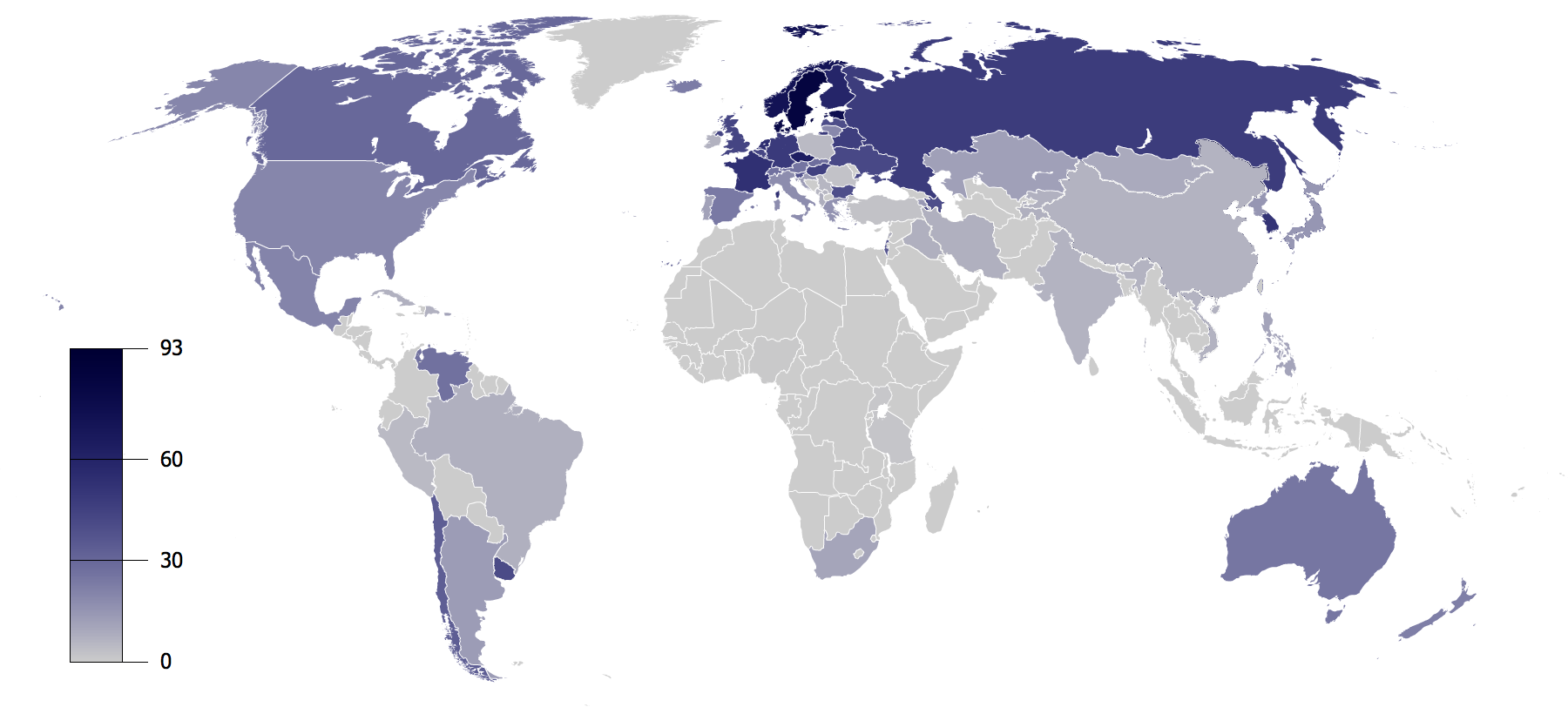
بی‌دینی بر پایه کشور

کشورهایی با بیشتری جمعیت بدون دین (آگنوستیک‌ها و آئتیست‌ها) بی‌دینی بر پایه کشور (تا تاریخ ۲۰۰۷):
1. ژاپن ۶۴–۸۸٪ (۷۶٪)[۹۲]
2. سوئد ۴۶–۸۵٪ (۶۵٫۵٪)
3. ویتنام ۴۴٪–۸۱٪ (۶۲٫۵٪)
4. دانمارک ۴۳–۸۰٪ (۶۱٫۵٪)
5. ماکائو 60.9%[۷۳]
6. جمهوری چک ۵۴–۶۱٪ (۵۷٫۵٪)
7. هنگ کنگ 57%[۶۵]
8. فرانسه 43–64%[۹۳] (۵۳٫۵٪)
9. نروژ ۳۱–۷۲٪ (۵۱٫۵٪)
10. استونی ۴۹٪
11. هلند ۳۹–۵۵٪ (۴۷٪)
12. فنلاند ۲۸–۶۰٪ (۴۴٪)
13. بریتانیا ۳۱–۵۲٪ (۴۱٫۵٪)[۹۳] (25% Englو و Wales)[۹۴]
14. کره جنوبی ۳۰–۵۲٪ (۴۱٪)
15. آلمان 25[۹۵]-۵۵٪[۹۶] (۴۰٪)
16. مجارستان ۳۲–۴۶٪ (۳۹٪)
17. بلژیک ۴۲–۴۳٪ (۳۸٫۷۵٪)
18. نیوزیلند 34.7%[۹۷]
19. بلغارستان ۳۴–۴۰٪ (۳۷٪)
20. اسلوونی ۳۵–۳۸٪ (۳۶٫۵٪)
21. روسیه[۹۸] ۱۳–۴۸٪ (۳۰٫۵٪)

نکته: ارقام حاصل میانگین برآوردها است.

### سیک‌گرایی
کشورهایی با بیشترین جمعیت سیک (دین):
1. هند ۲٫۳٪
2. بریتانیا 1.2%[۹۹][۱۰۰]
3. کانادا 0.9%[۱۰۱]
4. مالزی 0.5%[۱۰۲]
5. فیجی 0.3%[۱۰۳]
6. سنگاپور 0.3%[۱۰۴][۱۰۵]
7. ایالات متحده آمریکا 0.2%[۱۰۶][۱۰۷]
8. نیوزیلند 0.2%[۱۰۸]
9. استرالیا 0.1%[۱۰۹][۱۱۰]
10. ایتالیا 0.1%[۱۱۱]

سیک‌های ایالت مخصوص خود را در هند دارند که در پنجاب (هند)تقریبا حدود ۶۱٪جمعیت را تشکیل می‌دهند. این منطقه تنها جایی است کهسیک‌ها در آن اکثریت جامعه را در جهان تشکیل می‌دهند. سیک‌ها به کشورهای مختلفی در جهان، به ویژه کشورهای انگلیسی زبان، مهاجرت کرده‌اند و معمولاً هویت مذهبی خود را حفظ کرده‌اند و به همین دلیل یک قومیت فرهنگی مذهب خاص محسوب می‌شوند.

### تائوئیست/کنفوسیوس‌گرایی/ادیان سنتی چینی
1. تایوان 33–80%[۱۱۳]
2. چین 30%[۱۱۴]
3. هنگ کنگ 28%[۶۵]
4. ماکائو 13.9%[۷۳]
5. سنگاپور 8.5%[۱۱۵]
6. مالزی 2.6%[۱۱۶]
7. کره جنوبی 0.2–1%[۱۱۷]
8. ویتنام
9. فیلیپین 0.01–0.05%

### جینیسم
1. هند ۰٫۵٪
2. سورینام ۰٫۳٪
3. فیجی ۰٫۲٪
4. کنیا ۰٫۲٪

### روح‌گرایی
1. کوبا ۱۰٫۳۰٪
2. جامائیکا ۱۰٫۲٪
3. برزیل ۴٫۸٪
4. سورینام ۳٫۶٪
5. هائیتی ۲٫۷٪
6. جمهوری دومینیکن ۲٫۲٪
7. باهاما ۱٫۹٪
8. نیکاراگوئه ۱٫۵٪
9. ترینیداد و توباگو ۱٫۴٪
10. گویان ۱٫۳٪
11. ونزوئلا ۱٫۱٪
12. کلمبیا ۱٫۰٪
13. بلیز ۱٫۰٪
14. هندوراس ۰٫۹٪
15. پورتوریکو ۰٫۷٪
16. پاناما ۰٫۵٪
17. ایسلند ۰٫۵٪
18. جزیره گوادلوپ ۰٫۴٪
19. آرژانتین ۰٫۲٪
20. گواتمالا 0.2%

## بر پایه جمعیت

### مسیحیان
بزرگترین جمعیت‌های مسیحی (تا تاریخ ۲۰۱۰):
1. ایالات متحده آمریکا ۲۴۶٬۸۰۰٬۰۰۰[۱۱۸]
2. برزیل ۱۷۶٬۳۵۶٬۱۰۰[۱۱۹]
3. مکزیک ۱۰۷٬۷۸۰٬۰۰۰[۱۱۸]
4. روسیه ۱۰۲٬۶۰۰٬۰۰۰[۹۸]
5. فیلیپین ۹۳٬۱۲۱٬۴۰۰[۸۶]
6. نیجریه ۸۰٬۵۱۰٬۰۰۰[۱۱۸]
7. چین ۶۷٬۰۷۰٬۰۰۰[۱۱۸]
8. جمهوری دموکراتیک کنگو ۶۳٬۱۵۰٬۰۰۰[۱۱۸]
9. آلمان ۵۶٬۹۵۷٬۵۰۰[۹۵]
10. اتیوپی ۵۲٬۵۸۰٬۰۰۰[۱۱۸]
11. ایتالیا ۵۱٬۸۵۲٬۲۸۴[۱۲۰]
12. بریتانیا ۴۵٬۰۳۰٬۰۰۰[۱۱۸]
13. کلمبیا ۴۲٬۸۱۰٬۰۰۰[۱۱۸]
14. آفریقای جنوبی ۴۰٬۵۶۰٬۰۰۰[۱۱۸]
15. فرانسه ۳۹٬۵۶۰٬۰۰۰[۱۱۸]
16. اوکراین ۳۸٬۰۸۰٬۰۰۰[۱۱۸]
17. اسپانیا ۳۶٬۶۹۷٬۰۰۰[۱۲۱]
18. لهستان ۳۶٬۰۹۰٬۰۰۰[۱۱۸]
19. آرژانتین ۳۴٬۴۲۰٬۰۰۰[۱۱۸]
20. کنیا ۳۴٬۳۴۰٬۰۰۰[۱۱۸]

### مسلمانان
بزرگترین جمعیت‌های مسلمان
1. اندونزی ۲۰۴٬۸۴۷٬۰۰۰
2. پاکستان ۱۷۸٬۰۹۷٬۰۰۰
3. هند ۱۷۷٬۲۸۶٬۰۰۰
4. بنگلادش ۱۴۸٬۶۰۷٬۰۰۰
5. مصر ۸۰٬۰۲۴٬۰۰۰
6. 🇮🇷ایران ٠٠٠'٠٠٠'٨۵
7. ترکیه ۷۸٬۹۶۳٬۹۵۳
8. نیجریه ۷۷٬۷۲۸٬۰۰۰
9. الجزایر ۳۴٬۷۸۰٬۰۰۰
10. مراکش ۳۲٬۳۸۱٬۰۰۰
11. عراق ۳۱٬۱۰۸٬۰۰۰
12. سودان ۳۰٬۸۵۵٬۰۰۰
13. افغانستان ۲۹٬۰۴۷٬۰۰۰
14. یمن ۲۹٬۰۲۶٬۰۰۰
15. اتیوپی ۲۸٬۷۲۱٬۰۰۰
16. ازبکستان ۲۶٬۸۳۳٬۰۰۰
17. عربستان سعودی ۲۵٬۴۹۳٬۰۰۰
18. چین ۲۳٬۳۰۸٬۰۰۰
19. سوریه ۲۰٬۸۹۵٬۰۰۰
20. مالزی ۱۹٬۲۰۰٬۰۰۰
21. روسیه ۱۶٬۳۷۹٬۰۰۰

### هندوها
بزرگترین جمعیت‌های هندو (Source:censusindia.gov.in):
1. هند ۸۲۵٬۵۵۹٬۷۳۲
2. نپال ۲۲٬۷۳۶٬۹۳۴
3. بنگلادش ۱۵٬۶۷۵٬۹۸۴
4. اندونزی ۱۳٬۵۲۷٬۷۵۸
5. پاکستان 7,330,134
6. مالزی ۲٬۹۸۲٬۰۰۲
7. سری‌لانکا ۲٬۵۵۴٬۶۰۶
8. ایالات متحده آمریکا ۱٬۴۷۸٬۶۷۰
9. بریتانیا ۱٬۰۲۴٬۹۸۳
10. امارات متحده عربی ۹۴۴٬۳۵۲
11. موریس ۶۰۰٬۴۲۳
12. آفریقای جنوبی ۵۴۹٬۹۷۳
13. کنیا ۳۶۹٬۱۳۷
14. تانزانیا ۳۵۴٬۴۵۸
15. کانادا ۳۳۳٬۹۰۱
16. کویت ۳۰۰٬۶۶۷
17. فیجی ۲۷۵٬۶۰۳
18. سنگاپور ۲۶۲٬۱۲۰
19. ترینیداد و توباگو ۲۳۷٬۷۳۷
20. میانمار ۲۳۶٬۸۷۰

### بودیست‌ها
بزرگترین جمعیت‌های بودایی (تا تاریخ ۲۰۰۷):
1. چین ۳۰۰٬۰۰۰٬۰۰۰
2. ژاپن ۱۲۷٬۰۰۰٬۰۰۰
3. تایلند ۶۱٬۸۱۴٬۷۴۲
4. ویتنام ۴۸٬۴۷۳٬۰۰۳
5. میانمار ۴۲٬۶۳۶٬۵۶۲
6. تایوان ۸٬۰۰۰٬۶۰۵ – ۲۱٬۲۵۸٬۷۵
7. کره شمالی ۴۶۶٬۰۳۵ – ۱۵٬۰۲۹٬۶۱۳
8. سری‌لانکا ۱۴٬۶۴۸٬۴۲۱
9. کامبوج ۱۳٬۲۹۶٬۱۰۹
10. کره جنوبی ۱۰٬۴۲۷٬۴۳۶
11. هند ۹٬۶۰۰٬۰۰۰
12. ایالات متحده آمریکا ۲٬۱۰۷٬۹۸۰ – ۱۰٬۰۰۰٬۰۰۰[۱۲۲]
13. لائوس ۴٬۳۶۹٬۷۳۹ – ۶٬۳۹۱٬۵۵۸
14. مالزی ۵٬۴۶۰٬۶۸۳
15. نپال ۳٬۱۷۹٬۱۹۷
16. سنگاپور ۱٬۹۳۵٬۰۲۹ – ۲٬۷۸۱٬۸۸۸
17. اندونزی ۲٬۳۴۶٬۹۴۰
18. مغولستان ۲٬۷۷۴٬۶۷۹
19. هنگ کنگ ۷۰۵٬۰۲۲ – ۱٬۹۶۰٬۰۰۰
20. فیلیپین ۱۷۶٬۹۳۲
21. بوتان (کشور) ۵۵۰٬۰۰۰

### یهودیان
بزرگترین جمعیت‌های یهودی (تا تاریخ ۲۰۰۷):
1. ایالات متحده آمریکا ۶٬۲۱۴٬۵۶۹
2. اسرائیل ۵٬۲۷۸٬۲۷۴
3. فرانسه ۶۴۱٬۰۰۰[۱۲۳]
4. کانادا ۳۶۰٬۲۸۳
5. بریتانیا ۳۰۶٬۸۷۶
6. روسیه ۲۵۰٬۰۰۰[۹۸]
7. آلمان ۲۰۰٬۹۷۷
8. آرژانتین ۱۸۴٬۵۳۸
9. اوکراین ۱۴۹٬۶۰۲
10. ایتالیا ۱۲۵٬۰۰۰
11. استرالیا ۹۴٬۹۷۸
12. برزیل ۹۳٬۲۹۰
13. آفریقای جنوبی ۸۸٬۹۹۴
14. بلاروس ۶۷٬۸۲۳
15. مجارستان ۶۰٬۱۸۰
16. مکزیک ۵۴٬۳۵۰
17. اسپانیا ۵۴٬۰۷۳
18. بلژیک ۵۲٬۲۸۵
19. هلند ۳۲٬۷۸۰
20. اروگوئه ۳۰٬۰۶۰
21. لهستان ۲٬۰۰۰
22. فیلیپین ۲۵۰

### سیک‌ها
بزرگترین جمعیت‌های سیک
1. هند ۲۵٬۲۹۲٬۶۰۰
2. بریتانیا ۵۳۰٬۰۰۰
3. ایالات متحده آمریکا ۵۰۰٬۰۰۰
4. کانادا ۳۲۰٬۲۰۰
5. مالزی ۱۲۰٬۰۰۰
6. بنگلادش ۱۰۰٬۰۰۰
7. ایتالیا ۷۰٬۰۰۰
8. تایلند ۷۰٬۰۰۰
9. میانمار ۷۰٬۰۰۰
10. امارات متحده عربی ۵۰٬۰۰۰
11. آلمان ۴۰٬۰۰۰
12. موریس ۳۷٬۷۰۰
13. استرالیا ۳۰٬۰۰۰
14. پاکستان ۲۱٬۱۵۰
15. کنیا ۲۰٬۰۰۰
16. کویت ۲۰٬۰۰۰
17. فیلیپین ۲۰٬۰۰۰
18. نیوزیلند ۱۷٬۴۰۰
19. اندونزی ۱۵٬۰۰۰
20. سنگاپور ۱۴٬۵۰۰

### بهایی‌ها
بزرگترین جمعیت‌های بهایی (تا تاریخ ۲۰۰۵):
1. هند ۱٬۸۲۳٬۶۳۱
2. ایالات متحده آمریکا ۴۵۶٬۷۶۷
3. کنیا ۳۶۸٬۰۹۵
4. جمهوری دموکراتیک کنگو ۲۵۲٬۱۵۹
5. فیلیپین ۲۴۷٬۴۹۹
6. زامبیا ۲۲۴٬۷۶۳
7. آفریقای جنوبی ۲۱۳٬۶۵۱
8. ایران ۲۱۲٬۲۷۲
9. بولیوی ۲۰۶٬۰۲۹
10. تانزانیا ۱۶۳٬۷۷۲
11. ونزوئلا ۱۵۵٬۹۰۷
12. چاد ۸۴٬۲۷۶
13. پاکستان ۷۹٬۴۶۱
14. میانمار ۷۸٬۹۶۷
15. اوگاندا ۷۸٬۵۴۱
16. مالزی ۷۱٬۲۰۳
17. کلمبیا ۶۸٬۴۴۱
18. تایلند ۵۸٬۲۰۸

### جینیسم
تا تاریخ ۲۰۰۵:
1. هند ۵٬۱۴۶٬۶۹۶
2. ایالات متحده آمریکا ۷۹٬۴۵۹
3. کنیا ۶۸٬۸۴۸
4. بریتانیا ۱۶٬۸۶۹
5. کانادا ۱۲٬۱۰۱
6. تانزانیا ۹٬۰۰۲
7. نپال ۶٬۸۰۰
8. اوگاندا ۲٬۶۶۳
9. میانمار ۲٬۳۹۸
10. مالزی ۲٬۰۵۲
11. آفریقای جنوبی ۱٬۹۱۸
12. فیجی ۱٬۵۷۳
13. ژاپن ۱٬۵۳۵
14. استرالیا ۱٬۴۴۹
15. سورینام ۱٬۲۱۷
16. رئونیون ۹۸۱
17. بلژیک ۸۱۵
18. یمن ۲۲۹